# اسرائیل بزرگ

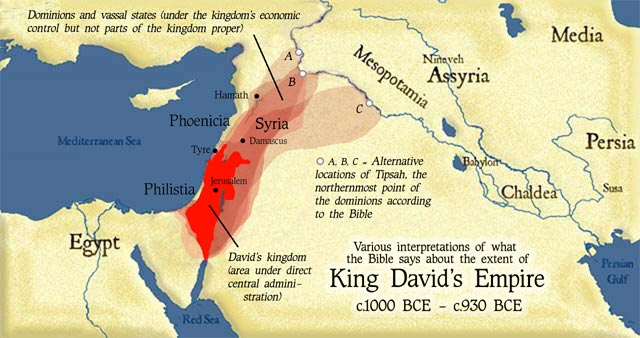
پادشاهی داوود در زمان مرگش بر اساس کتاب مقدس. این مرزها احتمالاً به تعریف هلاخایی از اسرائیل بزرگ نزدیک است.

اسرائیل بزرگ (یا سرزمین کامل اسرائیل، (به عبری: ארץ ישראל השלמה)، Eretz Yisrael Hashlemah) اصطلاحی با معانی دینی و سیاسی مختلف است. این اصطلاح به‌طور معمول به شیوه‌ای بازپیوندخواهانه به مرزهای تاریخی یا دلخواه اسرائیل گفته می‌شود.
در حال حاضر در رایج‌ترین تعریف به مجموع قلمروهای دولت اسرائیل و اراضی فلسطینی اسرائیل بزرگ گفته می‌شود. در تعریف قدیمی‌تر که مورد تأیید صهونیست‌های ریویزیونیست بود امارت فرااردن نیز بخشی از اسرائیل بزرگ به حساب می‌آمد.

## در کتاب مقدس
برای اشاره به سرزمین موعود ذکر شده است که در فصل ۱۵ پیدایش بین آیات ۱۸ تا ۲۲ به کار رفته است. (۱۵:۱۸)
در آن روز، خداوند با ابراهیم پیمان بست و گفت: «این زمین را از رود مصر تا به رود بزرگ، یعنی رود فرات، به تبار تو بخشیده‌ام، یعنی قینیان و قَنِّزیان و قَدْمونیان و حِتّیان و فَرِزیان و رَفائِیان، و اَمُوریان و کنعانیان و جرجاشیان و یَبوسیان را. 